# فريد موندراغون

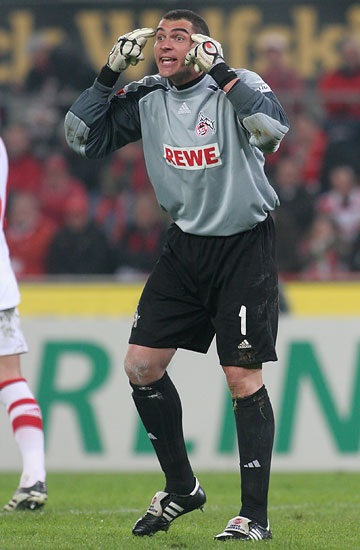
فريد موندراغون

فريد كاميلو موندراغون علي (بالإسبانية: Faryd Camilo Mondragón Alí)‏(مواليد 21 يونيو 1971 في كالي - كولومبيا) حارس كرة قدم كولومبي سابق لعب لصالح نادي الدرجة الأولى كولن الألماني في 2007.
فريد موندراغون حارس المرمى الكولومبي الشهير ذو الأصل اللبناني هو ثاني أكبر لاعب يُشارك في تاريخ نهائيات كأس العالم عن عمر يناهز 42 سنة، وشهر واحد خلف الحارس المصري عصام الحضري.

## روابط خارجية
- فريد موندراغون على موقع الاتحاد الدولي (مؤرشف)  (الإنجليزية)
- فريد موندراغون على موقع الاتحاد الأوربي (الإنجليزية)
- فريد موندراغون على موقع اتحاد تركيا (لاعب) (الإنجليزية)
- فريد موندراغون على موقع الدوري الأمريكي (الإنجليزية)
- فريد موندراغون على موقع قاعدة بيانات كرة القدم.إي يو (الإنجليزية)
- فريد موندراغون على موقع ناشيونال فوتبول تيمز (الإنجليزية)
- فريد موندراغون على موقع Soccerway.com (الإنجليزية)
- فريد موندراغون على موقع عالم كرة القدم.نت (الإنجليزية)
- فريد موندراغون على موقع أوليمبيديا (الإنجليزية)
- فريد موندراغون على موقع AS.com (الإسبانية)